# (7794) Sanvito
(7794) Sanvito (1996 AD4) – planetoida z pasa głównego asteroid okrążająca Słońce w ciągu 3,49 lat w średniej odległości 2,3 j.a. Odkryta 15 stycznia 1996 roku.